# Terremoto del Perù meridionale del 2001
Il terremoto del Perù del 2001 fu un terremoto di magnitudo 8,4 che avvenne il 23 giugno 2001 nel sud del Perù, alle ore 15:33 locali. Il sisma, provocato dal movimento della placca di Nazca e di quella sudamericana, provocò la morte di 240 persone (di cui 26 uccise da uno tsunami conseguente al sisma), 2.687 feriti, 17.510 case distrutte e 35.549 danneggiate nelle zone di Arequipa, Tacna e Camaná. Altre 70 persone disperse a causa dello tsunami nelle zone di Camaná e Chala. Danneggiata la cattedrale di Arequipa.
| Controllo di autorità | LCCN (EN) sh2004004734 · J9U (EN, HE) 987007549409505171 |